# Inka Grings
Inka Grings (* 31. Oktober 1978 in Düsseldorf) ist eine ehemalige deutsche Fußballspielerin und heutige -trainerin. Die Stürmerin spielte 16 Jahre in der Frauen-Bundesliga für den FCR 2001 Duisburg. Mit der deutschen Nationalmannschaft gewann sie zwei Europameister-Titel und wurde in beiden Turnieren zudem Torschützenkönigin. Als erste Trainerin übernahm sie mit dem Regionalligisten SV Straelen eine Herren-Mannschaft der obersten vier Fußballligen in Deutschland. Sie war außerdem Cheftrainerin des Schweizer Frauen-Nationalteams.

## Werdegang
Inka Grings wollte eigentlich Tennisspielerin werden. Da sie vom lokalen Tennisverein nicht aufgenommen wurde, begann sie 1984 beim TSV Eller 04 Fußball zu spielen. Über den Garather SV wechselte sie 1995 zum FC Rumeln-Kaldenhausen, dem späteren FCR 2001 Duisburg. Dort wurde sie sofort Stammspielerin und in den folgenden Jahren zu einer der erfolgreichsten Torjägerinnen der Bundesliga. Am 5. Mai 1996 debütierte sie in der deutschen Nationalmannschaft im Spiel gegen Finnland. 1998 erzielte sie im DFB-Pokalfinale drei Tore beim 6:2-Sieg über den FSV Frankfurt. Ein Jahr später wurde sie zum ersten Mal Torschützenkönigin der Bundesliga.
Das Jahr 2000 wurde zum erfolgreichsten Jahr ihrer Karriere. Erst gewann sie mit dem FCR den Hallenpokal, dann wurde sie deutsche Meisterin. Danach nahm sie an den Olympischen Sommerspielen 2000 teil, mit der sie mit der deutschen Mannschaft den 3. Platz und damit eine Bronzemedaille erkämpfte. 
Ihre 38 Saisontore sind bis heute unerreicht. Nach der Jahrtausendwende wurde sie von mehreren Verletzungen immer wieder zurückgeworfen. 2001 verpasste sie die Europameisterschaft im eigenen Land. 2003 erlitt sie bei einem Vorbereitungslehrgang für die Weltmeisterschaft eine Oberschenkelzerrung. Kurz vor den Olympischen Spielen 2004 erlitt sie einen Kreuzbandriss. Nach dieser Verletzung wollte sie aufhören, entschied sich aber während der Rehabilitation um.
Für den Gewinn der Bronzemedaille bei den Olympischen Spielen 2000 erhielt sie mit der Mannschaft das Silberne Lorbeerblatt.
Beim FCR war sie bis 2006 Spielführerin, ehe ihr dieses Amt durch Trainer Dietmar Herhaus entzogen wurde. Nach der 1:6-Heimniederlage gegen den 1. FFC Frankfurt übte Herhaus scharfe Kritik an Grings' Einstellung auf und außerhalb des Platzes. Inka Grings kündigte daraufhin an, den Verein wechseln zu wollen, wenn sich an der Trainerposition nichts ändere. Dies führte trotz Schlichtungsversuchen zur endgültigen Suspendierung der Spielerin am 25. Oktober 2006. Am 5. Dezember 2006 wurde die Suspendierung wieder aufgehoben, drei Wochen nachdem Trainer Dietmar Herhaus sein Amt niedergelegt hatte. Im Februar 2007 verlängerte sie ihren Vertrag in Duisburg bis zum 30. Juni 2009. 2009 gewann sie mit Duisburg den UEFA Women’s Cup und den DFB-Pokal sowie mit der Nationalmannschaft die Europameisterschaft, bei der sie mit sechs Toren Torschützenkönigin wurde.

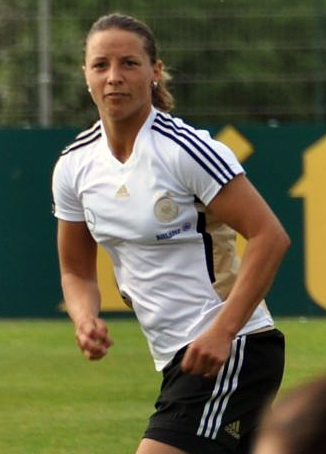
Inka Grings (2011)

Trotz vieler Verletzungen ist sie die erfolgreichste Torjägerin im deutschen Vereinsfußball; am 29. Januar 2011 erzielte sie ihr 350. Tor im Auswärtsspiel gegen den 1. FFC Frankfurt. Sie führt die ewige Torschützinnenbestenliste in Duisburg mit mehr als 200 Toren Vorsprung an.
2011 wechselte Grings gemeinsam mit Sonja Fuss zum FC Zürich. Ihr ehemaliger Verein, der FCR Duisburg, will zukünftig ihr zu Ehren die Trikotnummer 9 nie mehr vergeben.  Am 16. März 2013 kündigten sie und Fuss an, den FC Zürich Frauen zum 20. Mai 2013 zu verlassen und unterschrieben einen ab diesem Tag gültigen Vertrag bei den Chicago Red Stars. Zur Saison 2013/14 kehrte sie nach Deutschland zurück und erhielt beim Zweitligisten 1. FC Köln einen Einjahresvertrag (seit 27. August 2013).
Nach 96 Einsätzen erklärte Inka Grings Ende Juli 2012 ihren Rücktritt aus der Nationalmannschaft.  Vor dem EM-Qualifikationsspiel am 19. September 2012 in Duisburg gegen die Türkei wurde sie offiziell verabschiedet. Nachdem der 1. FC Köln bekannt gab, ihren auslaufenden Vertrag nicht verlängern zu wollen, beendete Grings ihre aktive Spielerkarriere am 30. Mai 2014.

## Trainerkarriere
Im Sommer 2014 wurde Grings Trainerin der Frauen-Bundesliga-Mannschaft des MSV Duisburg, zu dem die Mannschaften ihres alten Vereins FCR 2001 Duisburg wegen eines Insolvenzverfahrens gewechselt waren. Sie unterschrieb dort einen Zweijahresvertrag. In der Saison 2014/15 stieg sie mit dem MSV Duisburg in die 2. Bundesliga ab, schaffte aber in der Saison 2015/16 den direkten Wiederaufstieg. Im März 2016 schloss sie den Lehrgang zur Fußballlehrerin erfolgreich ab und im April 2016 wurde ihr Vertrag um zwei Jahre bis zum 30. Juni 2018 verlängert. In der Saison 2016/17 schaffte sie mit dem MSV Duisburg den Klassenerhalt, löste aber ihren Vertrag zum Saisonende auf.
Zur Saison 2017/18 übernahm Grings die in der B-Junioren-Bundesliga spielende männliche B-Jugend-Mannschaft des FC Viktoria Köln. Sie möchte sich im Männerbereich etablieren und schließt eine Rückkehr zu einer Frauenmannschaft aus. Am Saisonende stieg die Mannschaft als Vorletzter ab und Grings verließ den Verein wieder.
Am 1. April 2019 übernahm Grings den auf Tabellenplatz 13 liegenden Regionalligisten SV Straelen als Cheftrainerin. Sie wurde damit zur ersten Trainerin eines Vereins aus den obersten vier deutschen Ligen. Am Saisonende belegte sie mit dem SV Straelen den 16. Tabellenplatz und stieg in die Oberliga Niederrhein ab. Nach dem erfolgreichen Wiederaufstieg in die Regionalliga verließ sie den SV Straelen am Ende der Saison 2019/20 wieder.
Auf den 1. Februar 2021 hin übernahm Grings die Übungsleitung beim FC Zürich Frauen, für den sie von 2011 bis 2013 bereits als Spielerin tätig war. Unter ihrer Leitung bestritt der FC Zürich in der Rückrunde in Meisterschaft und Cup 18 Spiele ohne Niederlage in Folge. Das Team erreichte am Ende den 2. Platz und qualifizierte sich für das Pokalfinale, das jedoch verloren ging. In der Saison 2021/22 gewann Grings mit dem FCZ das Double aus Meisterschaft und Pokal. Das Team qualifizierte sich für die Gruppenphase der Champions League, scheiterte dort jedoch in einer sehr starken Gruppe. In der Schweizer Meisterschaft lag der FC Zürich zum Jahresende auf dem 2. Platz. 
Zum 1. Januar 2023 wurde Grings Cheftrainerin des Schweizer Frauen-Nationalteams. Das Schweizer-Nationalteam gewann unter Grings lediglich eins von 14 Spielen. Am 17. November 2023 gab der Schweizerische Fussballverband bekannt, die Zusammenarbeit mit Grings beendet zu haben.

## Erfolge

### Als Vereinsspielerin
- Deutsche Meisterin 2000
- Zweite der Meisterschaft 1997, 1999, 2005, 2006, 2007, 2008,  2010
- Schweizer Meisterin 2012, 2013
- DFB-Pokal-Siegerin 1998, 2009, 2010
- Schweizer Cupsiegerin 2012, 2013
- DFB-Hallenpokal-Siegerin 1996, 2000
- Fußballerin des Jahres 1999, 2009, 2010
- Bundesliga-Torschützenkönigin 1999, 2000, 2003, 2008, 2009, 2010
- Torschützenkönigin der UEFA Women’s Champions League 2010/11
- Torschützenkönigin der NLA 2013
- UEFA-Women’s-Cup-Siegerin 2009
- Spielerin der Saison 2009, 2010

### Als Nationalspielerin
- Europameisterin 2005, 2009
- Torschützenkönigin der Europameisterschaften 2005 und 2009
- Bronzemedaille bei den Olympischen Sommerspielen 2000 in Sydney (Australien)
- Torschützenkönigin beim Algarve-Cup 2010

### Als Trainerin
- Aufstieg in die Bundesliga: 2016
- Schweizer Meister: 2022
- Schweizer Pokal: 2022
- Vize-Cupsieger 2020/2021 mit dem FC Zürich Frauen

## Auszeichnungen
- Verdienstorden des Landes Nordrhein-Westfalen[28]
- Das Silberne Lorbeerblatt der Bundesrepublik Deutschland für den Gewinn der Bronzemedaille bei den Olympischen Sommerspielen 2000 in Sydney (Australien)
- Torjägerkanone des Kicker-Sportmagazin für die Torschützenkönigin der Deutschen Frauen-Fußballbundesliga 2007, 2008, 2009
- „Felix“-Preisträgerin 2009 („Sportlerin des Jahres“ von Nordrhein-Westfalen)
- 2019: Aufnahme in die Hall of Fame

## Beruf
Beim Fußballverband Niederrhein absolvierte Grings eine Ausbildung zur Kauffrau für Bürokommunikation. Von Oktober 2002 bis 2005 war sie Zeitsoldatin bei der Sportfördergruppe der Bundeswehr in Köln und hatte den Dienstgrad Hauptgefreiter. Seitdem arbeitet Grings als Versicherungsmaklerin, zunächst Vollzeit, später Teilzeit, um mehr Zeit für den Fußball zu haben.

## Privatleben
Grings’ Beziehungen mit Martina Voss und später mit Linda Bresonik und Holger Fach waren 2000 bzw. 2006 Gegenstand von Medienberichten.

## Sonstiges
Inka Grings erzielte am 12. Oktober 2019 im aktuellen Sportstudio als erste Frau an der Torwand fünf Treffer. Ebensoviele gelangen vor ihr nur Günter Netzer, Rudi Völler, Günter Hermann, Reinhard Saftig, Matthias Becker, Rolf Fringer, Frank Pagelsdorf und Frank Rost.